# Serghei Afanasenco
Serghei Afanasenco (n. 7 aprilie 1968) este un politician și fost sportiv paralimpic din Republica Moldova, care din 18 februarie 2015 până la 30 iulie 2015 a îndeplinit funcția de Ministru al Tineretului și Sportului al Republicii Moldova. El este și președintele Comitetului Paralimpic din Republica Moldova, iar din 2009 până în 2015 a fost antrenor al echipei naționale paraolimpice a Republicii Moldova.
În 2009, timp de câteva luni, Afanasenco a fost deputat în Parlamentul Republicii Moldova pe listele partidului comuniștilor, după care legislativul a fost dizolvat. La alegeri parlamentare din Republica Moldova din aprilie 2009 el a candidat la funcția de deputat de pe poziția 57 în lista PCRM, la cele din iulie 2009 pe poziția 58 pe lista PCRM, iar alegerile următoare, din 2010 – pe poziția 59. La alegerile parlamentare din 2014 Afanasenco a candidat pe lista partidului „Patria”, condus de Renato Usatîi, fiind pe poziția a 26-a în listă.
Serghei Afanasenco a fost membru PCRM până la 11 aprilie 2014, când a părăsit formațiunea din propria dorință.
Serghei Afanasenco este de etnie ucraineană și vorbitor exclusiv de limbă rusă. El a devenit prima persoană cu dizabilități din istoria Republicii Moldova care a ajuns în funcția de ministru. De meserie este strungar. În perioada 2006-2013, a studiat la Universitatea de Stat de Educație Fizică și Sport, devenind la vârsta de 38 de ani licențiat în cultură fizică și sport. Din 1999 este președinte al Asociației persoanelor cu dizabilități „Invasport”. El a reprezentat Republica Moldova la mai multe competiții internaționale pentru persoane cu dizabilități. Din anul 2008, Serghei Afanasenco a activat la Centrul pentru Copii și Tineret „Artico” din Chișinău, în calitate de specialist principal și antrenor.

## Distincții
- Decorat cu medalia „Meritul Civic” prin Decretul Președintelui Republicii Moldova Nr. 1552-111 din 02.12.2003
- Decorat cu Ordinul de Onoare prin Decretul Președintelui Republicii Moldova Nr. 2809-IV din 27.01.2009
- Ordinul Republicii (2020)[12]